# 悉尼輕軌
悉尼輕軌（英語：Sydney Light Rail）是一個位於澳洲新南威爾斯州悉尼的輕軌運輸系統，現時由三條路線組成，分別是L1 達利奇山線、L2 蘭域及L3 金斯福德線，共有42個車站，總長24.7公里。目前悉尼輕軌是澳洲第二大輕軌系統，僅次於墨爾本電車。此外，巴拉馬打輕軌線一期正在興建中，其大部分路段為已停運的前悉尼列車T6線。
悉尼輕軌由新南威爾士交通運輸部管理，並由法國交通發展集團營運。在2020年，共有1,330萬人次乘搭。

## 歷史
在 19 世紀和 20 世紀初，悉尼發展了廣泛的有軌電車網絡，成為南半球第二大、英聯邦第二大電車網絡（僅次於倫敦）。私家車擁有率的上升、有軌電車導致交通擁堵的看法以及由於二戰後缺乏資金導致電車網絡的普遍破敗導致有軌電車服務逐漸被公共汽車取代，最後一段電車網絡於 1961 年 2 月 25 日關閉。
在 1980 年代和 90 年代，達令港和派蒙的內城區是城市更新計劃的主題。 1988 年，悉尼單軌電車開通，連接達令港和中央商業區。由於單軌電車和其他交通方式之間的整合不佳，以及派蒙半島的重建日益增加——包括悉尼第一家合法賭場的建立——因此決定將都市貨運鐵路線的一段廢棄部分改造成輕軌線。派蒙和禧市之間的一段軌道得到升級，並建造了一個新的路邊路段，將線路連接到悉尼中央車站。該線是由公私合作建造，並於 1997 年 8 月開通，首階段運行於中央車站和派蒙的溫窩扶公園之間。
私人所有者很快提出了繼續沿廢棄貨物線向西延伸的建議，以及一條從中央商務區到環形碼頭的新線。 西延線於 2000 年開通，終止於百合野（Lilyfields），但該公司未能成功開發中央商業區至環形碼頭的新線，輕軌的發展在該十年的剩餘時間裡停滯不前。
相比之下，2010 年代悉尼的輕軌進行了重大擴建和改革，包括多個新基礎設施項目的宣布和交付、票務與城市其他交通方式的整合、新電車的引入以及網絡全面轉為公有。十年間宣布的擴建工程總計將近 40 公里。如果所有項目都完成，該網絡的規模將從本世紀初的 7.2 公里擴大到大約 50 公里。

### 所有權和經營

#### 公私伙伴關係
1994 年 3 月，悉尼輕軌公司成立。該公司獲得了 30 年的輕軌系統運營特許權，直到 2028 年 2 月，屆時所有權將移交給新南威爾士州政府。 該合同賦予公司對與未來延伸或互連線路相關的商業安排的重大控制權。 這條線路的運營承包給了 TNT 運輸系統，後者還擁有悉尼單軌電車。
悉尼輕軌公司於 1998 年 8 月購買了 TNT 運輸系統，作為與 CGEA 運輸合資企業的一部分。 這使 CGEA 運輸接管了輕軌運營合同。從那以後，CGEA 運輸及其繼任者一直在運營內城輕軌網絡。
2001 年初，Connex（於 1999 年從 CGEA 運輸更名）將其在單軌鐵路中的份額出售給悉尼輕軌公司，從而使單軌鐵路和輕軌歸於統一所有，並促使悉尼都會交通公司成立。
新南威爾士州政府於2012年3月收購了悉尼都會交通公司，該公司被置於新南威爾士州交通局的控制之下。 此次購買取消了擴大輕軌網絡的合同限制，並允許政府拆除單軌鐵路，協助其重建悉尼會展中心的計劃。

#### 公有化
從 2013 年 7 月 1 日起，Metro Light Rail （都會輕軌）品牌被逐步淘汰，作為新南威爾士州公共交通服務更廣泛的品牌重塑和重組的一部分。 關閉悉尼都會交通局並將資產轉移到新南威爾士州交通局的過程已於 2014 年 9 月完成。
政府宣布中央商業區及東南輕軌的建造計劃後，決定將該線建設與內城網絡兩條線路的運營和維護合併至同一合同。 2014 年 12 月，新南威爾士州交通局將合同授予 ALTRAC 輕軌財團。這使得之前合同下的運營商法國交通發展集團悉尼作為財團的一部分繼續運營和維護網絡。 運營合同從 2015 年 7 月 1 日開始，一直持續到 2034 年。
在得到內西輕軌所有權及宣布了中央商業區及東南輕軌之後，政府還著手建立一個以西悉尼郊區巴拉馬打為中心的獨立輕軌路線。法國交通發展集團還將作為大河市輕軌財團（Great River City Light Rail）的一部分運營巴拉馬打輕軌。該合同自施工完成起為期八年，並可能延長至多十年。

## 網絡
悉尼輕軌的路線包括：
- 內西輕軌（英语：Inner West Light Rail） （L1 達利奇山線）
- 中央商業區及東南輕軌 （L2 蘭域及L3 金斯福德線）
- 巴拉馬打輕軌線（興建中，第一期預計於2024年5月開通）

### L1 達利奇山線
L1 達利奇山線是悉尼輕軌首條客運路線，首階段（悉尼中央車站和派蒙的溫窩扶公園之間）於 1997 年 8 月開通。它沿著中央車站和達利奇山之間 12.8 公里長的內西輕軌運營，沿線停靠 23 個站點。它連接悉尼的內西區與派蒙半島、達令港和中央商務區的南端。
內西輕軌線大部分是一條前貨運鐵路線，在中央車站前有一小段臨街路段。該線路於 1997 年 8 月在該市的開通， 然後於 2000 年 8 月向西延伸至百合野，然後於 2014 年 3 月向西南延伸至達利奇山。
從 2021 年 10 月下旬到 2022 年 2 月，為該線路服務的所有 12 輛 Urbos 3 有軌電車都發現嚴重裂縫後，服務暫被公共汽車取代。 然後從中央商務區和東南輕軌借來的阿爾斯通Citadis電車恢復了有限的服務。

### L2 蘭域及L3 金斯福德線
L2 蘭域及L3 金斯福德線是悉尼輕軌網絡上最新的客運線路。兩線的主要建設工程於 2015 年 10 月開始， L2 蘭域線於 2019 年 12 月 14 日開始運營，而 L3 金斯福德線於 2020 年 4 月 3 日開始運營。它們在中央商業區和東南輕軌上運營，從中央商業區北端的環形碼頭到南端的中央車站，然後繼續到東南郊區。
兩線的建設是為了減少中央商業區的公交車擁堵，並提供更高容量的公共交通前往悉尼足球場、悉尼板球場、蘭域馬場和新南威爾士大學，這些地方以前只有公交車服務。與內西輕軌相比，兩線主要在街道上行駛，其路徑與以前的有軌電車網絡使用的路線相似。

### 在建線路

#### 巴拉馬打輕軌
巴拉馬打輕軌是兩條規劃輕軌線路的名稱，它們匯聚在西悉尼中心的巴拉馬打。
第一條線從卡林福特經巴拉馬打中央商業區開往西米得。它包括將大部分前悉尼列車T6線（卡林福特線）由重軌轉換為輕軌標準。建設工程於 2018 年開始，預計將於 2024 年 5 月完成。
第二條線的首選路線於 2017 年 10 月公佈。該線會從第一條線路在懷特茉（Rydalmere）站分出，途經梅爾羅斯公園、溫窩扶角和悉尼奧林匹克公園活動區。
這些線路將不會連接到現有路線。

## 乘客量

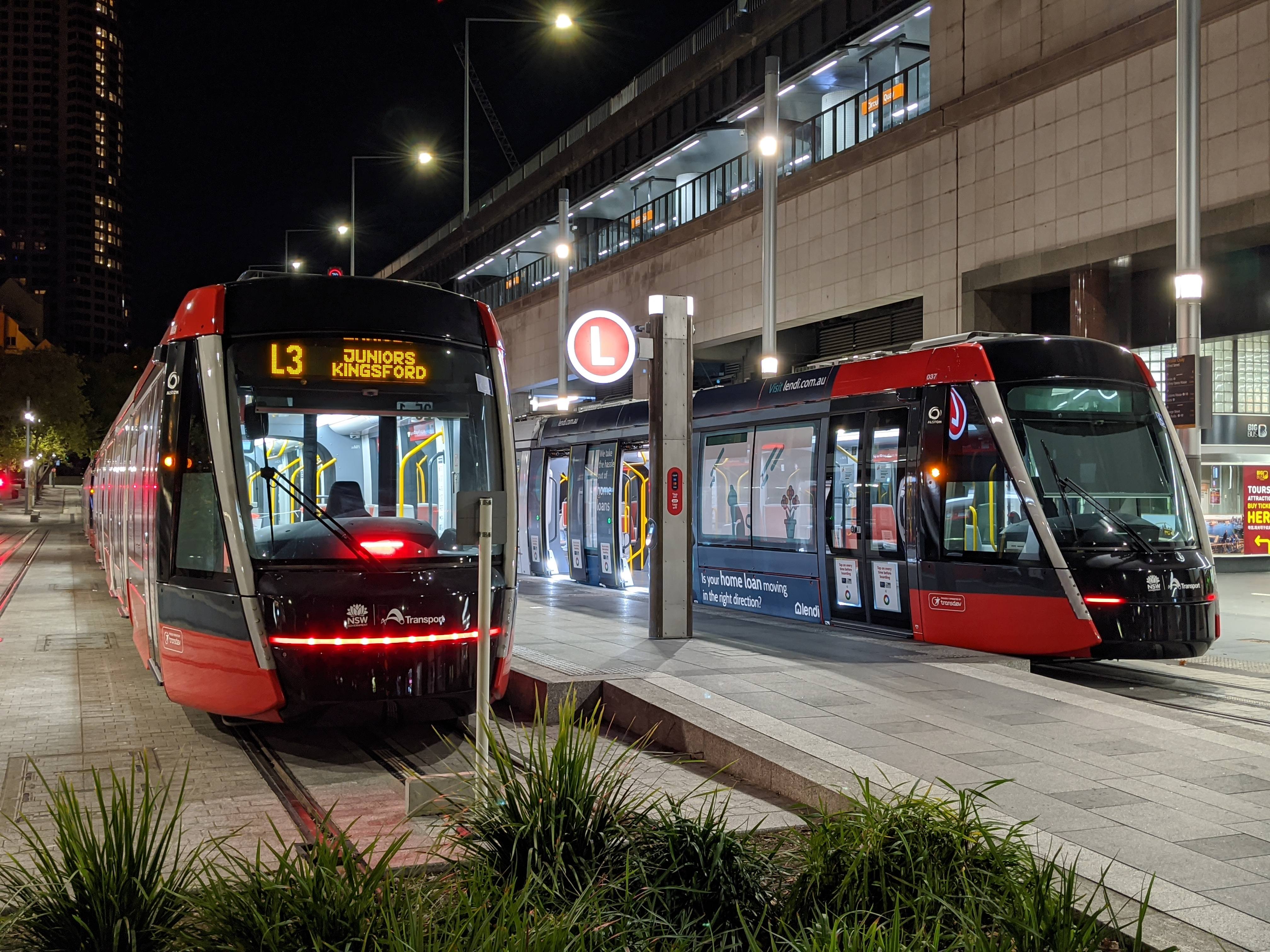
位於環形碼頭輕軌站的終到列車

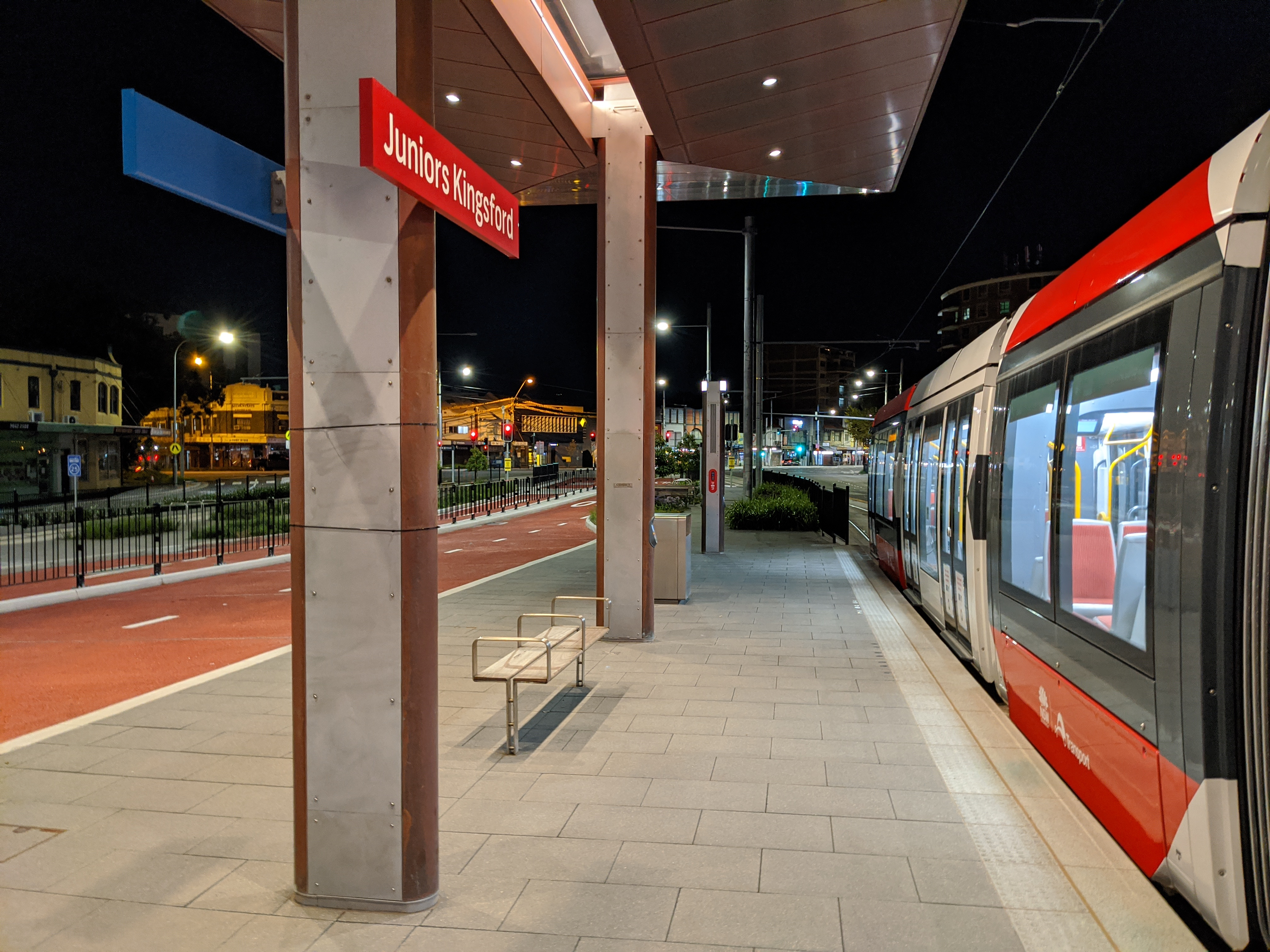
位於金斯福德的一座輕軌站

下表列出了相應財政年度悉尼輕軌網絡的乘客人數。澳大利亞的財政年度從 7 月 1 日開始，到 6 月 30 日結束。影響出行次數或人數統計方式的重大事件均作為備註包含在內。
| 財政年度 | 客量（百萬） | 備註                                                                            | 參考資料 |
| -------- | ------------ | ------------------------------------------------------------------------------- | -------- |
| 2010-11  | 2.7          | 2011年6月起輕軌與悉尼其他公共交通的票務系統部分整合                             | [ 32 ]   |
| 2011-12  | 4.0          | -                                                                               | [ 32 ]   |
| 2012-13  | 4.2          | -                                                                               | [ 32 ]   |
| 2013-14  | 3.9          | 2013年10月大部分時間因出軌意外暫停服務                                          | [ 32 ]   |
| 2014-15  | 6.1          | 達利奇山延線於2014年3月通車                                                     | [ 33 ]   |
| 2015-16  | 9.7          | 澳寶卡自2014年12月起適用於悉尼輕軌                                              | [ 34 ]   |
| 2016-17  | 10.0         | -                                                                               | [ 35 ]   |
| 2017-18  | 10.3         | 2016年8月起不接受以澳寶卡以外方式支付車資                                       | [ 36 ]   |
| 2018-19  | 11.1         | -                                                                               | [ 37 ]   |
| 2019-20  | 14.4         | L2及L3線分別於2019年12月及2020年4月啟用，客量因2019冠狀病毒病澳大利亞疫情而下降 | [ 37 ]   |

## 票務系統

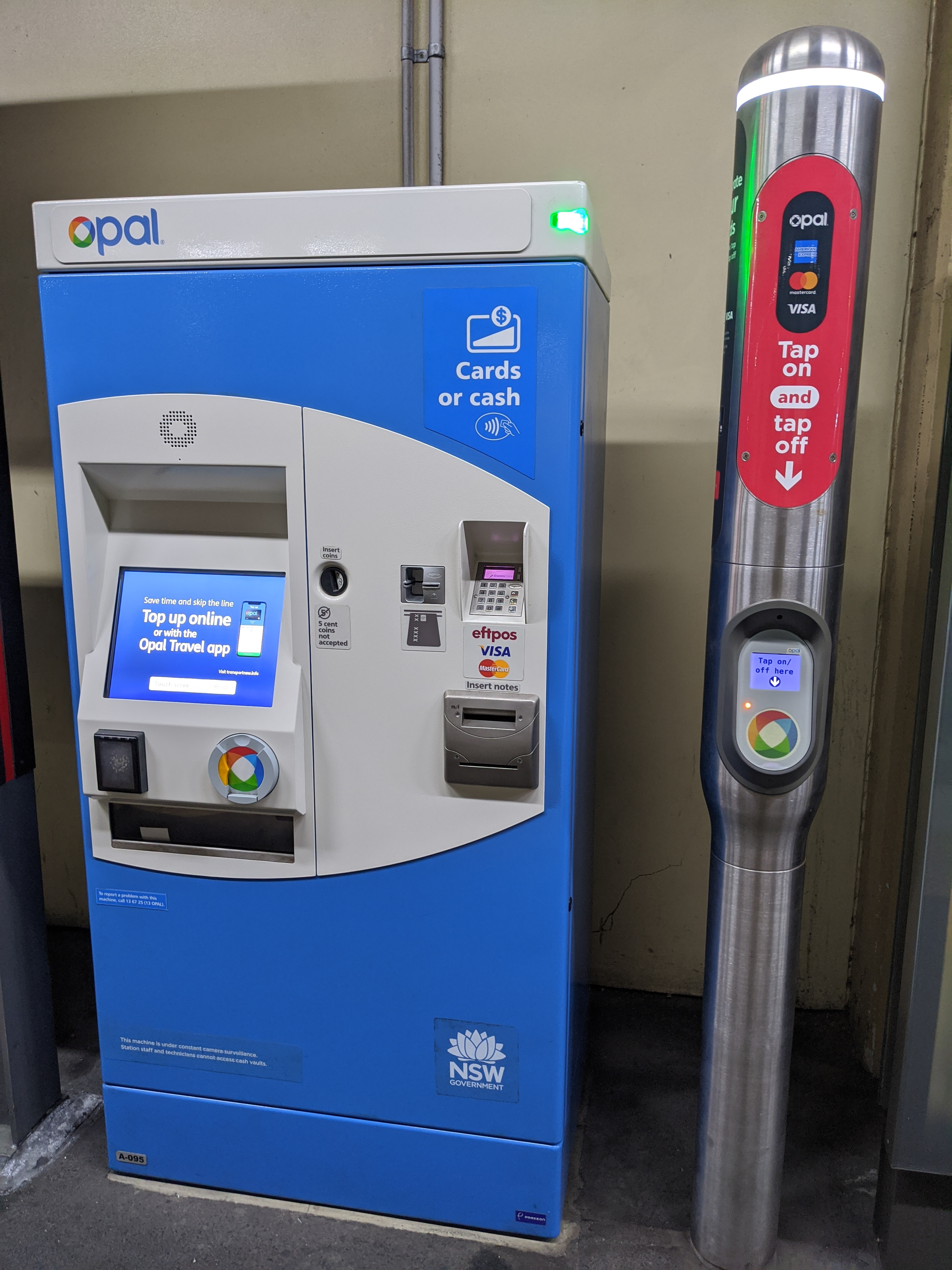
位於派蒙灣站的澳寶卡充值機及核准機

悉尼輕軌於1997年開通時，使用紙質車票。最初車票是由車站月台的售票機出售的，但後來改為由車上的售票員發行。2014年12月1日起，新南威爾士州交通為悉尼所有公共交通系統（包括悉尼輕軌）引入了澳寶卡支付系統。2016年8月1日起，悉尼輕軌全數廢除紙質車票。
悉尼輕軌的車資計算方式與巴士一致（但兩者車資獨立計算），但與其他公共交通工具模式，如悉尼列車、悉尼渡輪等有別。輕軌站設有澳寶卡充值機。除了充值外，充值機也出售澳寶卡單程車票。單程票比標準的澳寶卡票價貴。它們僅適用於乘搭輕軌，並且必須在購買當天使用。
截至2022年7月，悉尼輕軌的票價（單位為澳元）為：
| 票種                                     | 0-3公里 | 3-8公里 | 8公里以上                                |
| ---------------------------------------- | ------- | ------- | ---------------------------------------- |
| 成人澳寶卡或其他非接觸式支付系統；繁時） | $3.20   | $3.93   | $5.05                                    |
| 成人澳寶卡或其他非接觸式支付系統；非繁） | $2.24   | $2.75   | $3.53                                    |
| 其他澳寶卡（繁時）                       | $1.60   | $1.96   | $2.52（其他人士）；2.50（長者/津貼人士） |
| 其他澳寶卡（非繁）                       | $1.12   | $1.37   | $1.76                                    |
| 成人澳寶卡單程票                         | $4.00   | $4.70   | $6.10                                    |
| 兒童/青年澳寶卡單程票                    | $2.00   | $2.30   | $3.00                                    |

票價是以起點站和終點站之間的直線距離計算的。由於現時悉尼輕軌沒有一條路線擁有兩座距離彼此超過8公里的車站，因此8公里以上的一行只適用於巴士。

## 事故
- 2023年5月10日，一名16歲的少女在等紅綠燈時從兩節車廂中穿過，但燈號很快已轉綠燈，結果不慎被捲進車底慘遭拖行100多公尺，少女在搶救後仍因傷重在現場宣告不治。[43]